# Guy Herpin
Guy Louis Auguste Herpin (ur. 20 kwietnia 1899 w Paryżu, zm. 23 marca 1968 w Los Angeles) – francuski żeglarz, olimpijczyk.
Na regatach rozegranych podczas Letnich Igrzysk Olimpijskich 1924 wystąpił w klasie 6 metrów zajmując 5 pozycję. Załogę jachtu Sandra tworzyli również Honoré Louit i Edmond Moussié.